# Zied Boughattas
Zied Boughattas (sinh ngày 25 tháng 12 năm 1990) là một cầu thủ bóng đá người Tunisia thi đấu ở vị trí trung vệ cho Étoile Sportive du Sahel.

## Sự nghiệp quốc tế
Zied Boughattas gia nhập đội tuyển quốc gia Tunisia năm 2016 thi đấu Giải vô địch bóng đá châu Phi 2016. Anh có màn ra mắt quốc tế trước Guinée vào tháng 1 năm 2016.